# Srinagar (huyện)
Huyện Srinagar là một huyện thuộc bang Jammu and Kashmir, Ấn Độ. Thủ phủ huyện Srinagar đóng ở Srinagar. Huyện Srinagar có diện tích 2228 ki lô mét vuông. Đến thời điểm năm 2001, huyện Srinagar có dân số 1238530 người.